# Corrent de Noruega
El Corrent noruec (també conegut com el Corrent Costaner noruec) és un corrent d'aigua que flueix vers el nord al llarg de la costa Atlàntica de Noruega a profunditats d'entre 50 i 100 metres a través del l'Obertura del Mar de Barents al Mar de Barents. Contrasta amb el Corrent Atlàntic Del nord perquè és més fred i conté menys sal, havent-hi la majoria de la seva aigua d'afluent que ve del lleugerament salabrosos Mar Del nord i Mar Bàltic, així com el fiords noruecs i rius. És, tanmateix, considerablement més tebi i més salat que l'Oceà Àrtic, el qual és refrescat pel gel dins i al voltant el. Temperatures d'hivern en el corrent noruec són típicament entre 2 i 5 °C mentre que la temperatura de l'aigua Atlàntica supera 6 °C.
Les aigües costaneres noruegues són dominades per dues masses principals d'aigua, el Corrent Costaner noruec i l'Aigua del Corrent de l'Atlàntic Nord (Aigua Atlàntica). En tant que el corrent costaner noruec es desplaça cap al nord, l'aigua del corrent atlàntic s'hi barreja, aixecant el nivell de salinitat (vegeu Salinitat a sota).
El corrent de Noruega és conduït per sengles factors: Els vents del sud-oest amunteguen l'aigua cap a la costa (creant increments d'alçària i per això diferències de pressió), i així mateix conduït per la seva distribució de salinitat que a la volta crea gradients de densitat.

Corrent Atlàntic del nord (vermell) i Corrent noruec (taronja)

## Propietats

### Salinitat
El Corrent Costaner noruec és un ben delimitat corrent que té temperatura i salinitat variable característiques, i per això densitats. El volum d'entrades d'aigua dolça és més gran en mesos de l'estiu i més petit durant els mesos d'hivern, contribuint a la variabilitat de la salinitat. De mitjana, té una salinitat d'aproximadament 34.5 parts per cent; les aigües costaneres properes tenen una salinitat lleugerament més baixa (32-31 ppc), la frontera del corrent al Drift Atlàntic Del nord és marcat per una salinitat lleugerament més alta, 35 ppc.

### Temperatura
La temperatura hivernal mitjana del Corrent Costaner Noruec és aproximadament 3,5 °C i variant entre 2 i 5 °C, mentre l'estival mitjana del corrent és més tèbia, ja que les fonts tributàries (Mar Bàltica, fiords Noruecs, rius) s'han escalfat.

### Velocitat
Tot i que hi ha molta variabilitat en les velocitats del corrent, variant de 20 cm/s a 100 cm/s al seu màxim, és caracteritzat per una velocitat de 30 cm/s.

## Efectes en el clima
Dins del mecanisme de canvi d'energia entre l'atmosfera i les aigües de superfície de l'Oceà Atlàntic, el Corrent Costaner noruec, és molt important per determinar el clima de Noruega.
En el període hivernal, hi ha un alliberament de calor de l'oceà a les masses superiors adjacents d'aire. Aquestes masses d'aire generalment flueixen en sentit nord-est, i així escalfant les masses de terra adjacents (Noruega); especialment les regions costaneres.
A l'estiu, l'efecte és invertit. Masses d'aire tebi (escalfat pel Sol en dies llargs) per sobre de l'Oceà Atlàntic transferirà calor a l'oceà més fresc subjacent. Això resulta en masses d'aire més fresc assolint la Península escandinava, així refredant-la els mesos d'estiu, especialment les regions costaneres.
Per això, l'Oceà Atlàntic i les aigües costaneres properes tenen un efecte de moderar en els extrems de temperatura en Noruega, fent (especialment les regions costaneres) més tebi l'hivern i més fresc l'estiu. El mateix efecte és molt pronunciat a Islàndia.
D'una manera més lleu, el Corrent Costaner noruec està transportant aigua més tèbia al Mar de Barents, minvant la quantitat de gel que formaria allà. En aquesta perspectiva, l'efecte del Corrent Atlàntic Del nord és molt més gran.

### Efectes en els bancs de pesca
El corrent porta aigua rica en nutrients al llarg de la costa de Noruega, i amb ell importants bancs de bacallà, areng, i capellà. Les surgències i turbulències produïdes pel vent al llarg de l'Estret d' Skagerrak porten nutrients abundants a la superfície. Aquests són llavors portats al llarg de la costa atlàntica de la península. Noruega té una de les indústries de pesca més grans en el món, capturant una mitjana de 3 milions de tones mètriques de peixos cada any. La costa noruega és també un important lloc de posta d'ous per molts dels peixos comercials.

### Canvi de clima global
La dècada de 1990 fou excepcional per les variacions interanuals de clima en Noruega.
Les temperatures eren, de mitjana, més tèbies, produint hiverns humits, tebis i estius calorosos en l'estat de Noruega. Això ha fet habitual l'increment de precipitació extrema i canvis en les captures de peix.
Temperatures atmosfèriques augmentades a causa de del canvi de clima global promou forts vents del sud (Prevalents de l'oest) que empeny aigua i en fa pujar el nivell al llarg de la costa noruega. La diferència de pressió crea tempestes sobtades que han fet augmentar les inundacions al costat de la costa aquests darrers anys.
Les temperatures també han estat augmentant en les capes profundes d'aigües costaneres noruegues.
Les temperatures creixents causen una disminució del gel marí en la mar (Àrtica i Bàltica),subministrant al Mar noruec quantitats més grans d'aigua dolça i abaixant les salinitats en general.
Aquesta disminució de la salinitat podria causar canvis en l'índex al qual l'aigua del fons àrtic es congela (a través del procés de formació de gel del mar i l'enfonsament del subproducte altament salí exclòs quan es forma gel marí). Si l'índex esmentat de la formació de gel respecte la capa de fons és alentit, llavors el sencer flux entrant del Corrent Atlàntic Del Nord a l'Oceà Àrtic pot ser alentit.
De tota manera, l'escalfament incrementat del corrent Atlàntic Del nord és un molt més gran col·laborador a la inhibició de formació de gel en l'Àrtic, que la contribució del Corrent Costaner noruec. Per això, l'impacte del Corrent Coster Noruec en el canvi del clima regional és relativament petit.